# Vashil Fernandez
Vashil Fernandez (Kingston, 16 gennaio 1992) è un ex cestista giamaicano.

## Carriera
Con la Giamaica ha disputato i Campionati americani del 2013.